# 횡성대교
횡성대교(橫城大橋)는 강원특별자치도 횡성군 우천면 상대리에 있는 영동고속도로 상의 교량이다. 1995년 12월 착공해서 1999년 7월 개통되었으며, 길이 705m에 높이 92m에 달하여 당시에는 국내 최고 높이 다리였다. 현재도 영동고속도로 상의 최장 길이, 최고 높이의 다리에 해당한다.
FCM 공법, 슬립폼 공법 등 당시로서는 최첨단이었던 공법이 다리 건설에 적용되었다. 차로 수는 왕보 4차로이나, 강릉 방향으로 오르막차로가 1차로 딸려 있어 실질적으로는 왕복 5차선에 해당한다.